# الزراعة الذكية
الزراعة الذكية هي استخدام تقنيات متقدمة لتحسين الإنتاج الزراعي بشكل مستدام وفعّال، مع تقليل التأثيرات البيئية وتحسين استهلاك الموارد.
تعتمد على دمج التكنولوجيا الحديثة مثل الذكاء الاصطناعي (AI)، الإنترنت للأشياء (IoT)، البيانات الضخمة، والطائرات بدون طيار (الدرونز) لمراقبة المحاصيل وتوزيع الموارد بشكل أكثر كفاءة.

### التقنيات المستخدمة في الزراعة الذكية:
1. الذكاء الاصطناعي (AI):
  - يستخدم الذكاء الاصطناعي لتحليل البيانات المجمعة من الحقول الزراعية بشكل مستمر. من خلال تحليل هذه البيانات، يمكن تحديد احتياجات المحاصيل من الماء والمواد المغذية، مما يساعد في اتخاذ قرارات مستنيرة بشأن الري والتسميد.
  - على سبيل المثال، يمكن أن يستخدم الذكاء الاصطناعي لتنبؤ الطقس والتغيرات البيئية، مما يتيح للمزارعين اتخاذ تدابير مسبقة لحماية المحاصيل الزراعية.
2. الإنترنت للأشياء (IoT):
  - يسمح الإنترنت للأشياء بتوصيل أجهزة متعددة عبر الإنترنت لجمع وتحليل البيانات في الوقت الفعلي. في الزراعة الذكية، تُستخدم أجهزة الاستشعار لقياس الرطوبة ودرجة الحرارة والضوء في التربة والهواء، مما يمكن المزارعين من التحكم في البيئة المحيطة بالمحاصيل بشكل دقيق.
  - هذه الأجهزة توفر بيانات دقيقة بشكل دائم، مما يساعد على اتخاذ قرارات فورية لتحسين نمو المحاصيل.
3. الطائرات بدون طيار (الدرونز):
  - تستخدم الطائرات بدون طيار لمراقبة الأراضي الزراعية من الجو. يمكنها التقاط صور مفصلة باستخدام كاميرات متعددة الأطياف التي توفر بيانات دقيقة حول صحة المحاصيل، مما يساعد المزارعين في تحديد المناطق التي تحتاج إلى اهتمام خاص (مثل الري أو مكافحة الآفات).
4. البيانات الضخمة:
  - في الزراعة الذكية، تُجمع كميات ضخمة من البيانات من مختلف المصادر مثل الحساسات والطائرات بدون طيار وتحليلها باستخدام تقنيات البيانات الضخمة. يسمح هذا التحليل المتقدم بتوقع النتائج بشكل دقيق مثل محاصيل الموسم القادم وتحديد الطريقة المثلى للتعامل مع التحديات الزراعية.

### الفوائد:
- زيادة الإنتاجية: من خلال تحسين إدارة الموارد الزراعية مثل المياه والسماد، يمكن تحسين الإنتاجية بشكل كبير. بعض الدراسات تشير إلى أن الزراعة الذكية يمكن أن تزيد من الإنتاج بنسبة تصل إلى 30-40% في بعض المحاصيل (Springer, 2020).
- توفير المياه والموارد: استخدام تقنيات الذكاء الاصطناعي وأجهزة الاستشعار يساعد في تقليل هدر المياه واستخدام الأسمدة بشكل أكثر كفاءة. في مناطق تعاني من نقص المياه، يمكن أن تُحدث هذه التقنيات فارقًا كبيرًا في الحفاظ على الموارد.
- استدامة بيئية: تُسهم الزراعة الذكية في تقليل التأثيرات البيئية السلبية عبر تقليل استخدام المبيدات الحشرية والأسمدة الكيميائية، مما يؤدي إلى الحد من التلوث البيئي والحفاظ على التنوع البيولوجي.

### التحديات:
- التكلفة العالية: يعد تبني التقنيات الحديثة مثل أجهزة الاستشعار والطائرات بدون طيار استثمارًا أوليًا مرتفعًا. بالرغم من الفوائد طويلة الأجل، فإن التكلفة قد تكون عائقًا للمزارعين الصغار.
- الحاجة إلى مهارات متقدمة: الزراعة الذكية تتطلب مهارات متقدمة في استخدام التكنولوجيا وتحليل البيانات، مما قد يكون تحديًا في بعض المناطق التي لا تمتلك الخبرات أو التدريب الكافي.
- التفاوت في الوصول إلى التكنولوجيا: قد يواجه المزارعون في المناطق النائية أو النامية صعوبة في الوصول إلى هذه التقنيات الحديثة بسبب نقص البنية التحتية أو الموارد.

### المستقبل:
من المتوقع أن تستمر الزراعة الذكية في النمو والتطور مع تقدم التكنولوجيا. سيستفيد منها المزارعون في أنحاء العالم، خاصة في ظل التحديات العالمية مثل تغير المناخ والزيادة السكانية. التكنولوجيا ستوفر حلولًا مبتكرة لإنتاج الغذاء بشكل أكثر استدامة وكفاءة.

## روابط خارجية
- Soil sensing